# Anthene amboinensis
Anthene amboinensis är en fjärilsart som beskrevs av Butler 1899. Anthene amboinensis ingår i släktet Anthene och familjen juvelvingar. Inga underarter finns listade i Catalogue of Life.